# Poszukiwany
Poszukiwany (ang. Most Wanted) – amerykański thriller z 1997 roku napisany przez Keenena Ivory'ego Wayansa oraz wyreżyserowany przez Davida Hogana. Wyprodukowany przez New Line Cinema.
Premiera filmu miała miejsce 10 października 1997 roku w Stanach Zjednoczonych.

## Opis fabuły
Podczas misji specjalnej w Iraku sierżant James Dunn (Keenen Ivory Wayans) zostaje niesłusznie oskarżony o morderstwo. Od kary śmierci wybawia go generał Woodward (Jon Voight), ale ceną wolności jest służba w oddziale specjalnym. Dunn przechodzi stosowne szkolenie i otrzymuje polecenie zabicia wpływowego biznesmena.

## Obsada
- Keenen Ivory Wayans jako sierżant James Anthony Dunn
- Jon Voight jako generał Adam Woodward
- Jill Hennessy jako doktor Victoria Constantini
- Wolfgang Bodison jako kapitan Steve Braddock
- Robert Culp jako Donald Bickhart
- Simon Baker jako Stephen Barnes
- Paul Sorvino jako Kenneth Rackmill
- Eric Roberts jako Spencer
- John Diehl jako kapitan policji

i inni